# ميخائيل هنتر
ميخائيل هنتر (بالإنجليزية: Michael Hunter)‏ هو سياسي بريطاني (وحمل سابقاً جنسية المملكة المتحدة لبريطانيا العظمى وأيرلندا)، ولد في 1891، وتوفي في 9 مارس 1951. في الانتخابات العامة في المملكة المتحدة 1931 ‏، انتخب عضو برلمان المملكة المتحدة الـ36 عن دائرة Brigg (UK Parliament constituency) ‏ (27 أكتوبر 1931 – 25 أكتوبر 1935).